# Spiranthera guianensis
Spiranthera guianensis är en vinruteväxtart som beskrevs av Noel Yvri Sandwith. Spiranthera guianensis ingår i släktet Spiranthera och familjen vinruteväxter. Inga underarter finns listade i Catalogue of Life.